# Begovaja (metrostation Sint-Petersburg)
Begovaja (Russisch: Беговая) is een station aan de Nevsko-Vasileostrovskaja-lijn van de metro van Sint-Petersburg. Het station is aanbesteed als Savoesjkina Oelitsa, maar omdat de uitgang aan de Begovajastraat zou komen werd de naam op 23 juni 2014 op voordracht van de naamgevingscommissie door het stadsbestuur gewijzigd. Het is het westelijkste metrostation van Rusland.

## Ontwerp en inrichting
De toegangsgebouwen bij het kruispunt van de Savoesjkinastraat en de Toeristenstraat zijn ontworpen door architect A.E. Perestjoeka. De gebouwen moesten min of meer universeel gebruikt kunnen worden en het is de bedoeling om ze ook te gebruiken bij de metrostations Doenajskaja en Prospekt Slavy aan de Froenzensko-Primorskaja-lijn. De vier niveaus van het station zijn door hellingbanen, roltrappen, diensttrappen en liften voor invaliden met elkaar verbonden.
Ondergronds is er sprake van een ondiep gelegen zuilenstation dat werd ontworpen door de architecten N.V. Romasjkin-Timanov en U.S. Sergejeva. De inrichting van het station is gewijd aan Alexander Savoesjkin, een gevechtsvlieger uit de Tweede Wereldoorlog die deelnam aan de verdediging van Leningrad. Dit komt vooral tot uiting door de gestileerde propellers aan de zuilen op het perron. De verlichting van de perrons is tussen de bladen van de propellers gemonteerd. De zuilen zelf zijn bekleed met panelen van roestvast staal, terwijl de wanden in het station van oranje keramische panelen met zwarte granieten plinten zijn voorzien. De vloeren bestaan uit gepolijst graniet in diverse kleuren. De wanden zijn opgesierd met afbeeldingen die met de lenticulaire druktechniek zijn gemaakt. Deze kunstwerken van I.I. Baranov zijn geplaatst in lijsten achter glas.
Het station heeft twee zijperrons, van 124 meter lengte, die door een scherm zijn gescheiden van het spoor, de reizigers kunnen via perrondeuren in en uit stappen. Ten noorden van het station loopt de tunnel nog 1,1 kilometer door. In dit stuk ligt een kruiswissel zodat de betreffende sporen gebruikt kunnen worden om de treinen te keren of te stallen. In zuidelijke richting loopt een dubbelsporige tunnel, met een diameter van 10,3 meter, naar Zenit. 

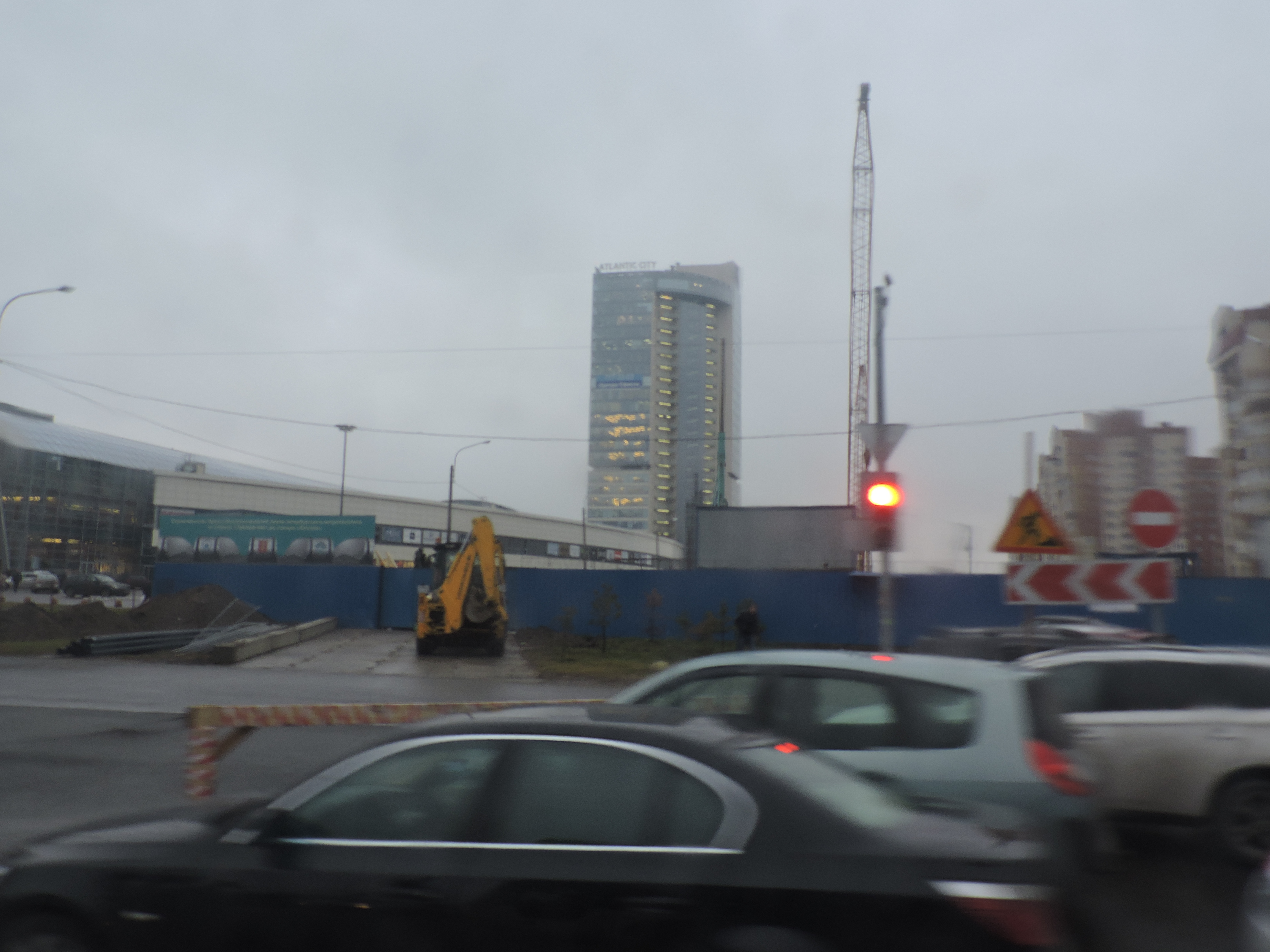
De bouwplaats in november 2015 gezien uit het noorden
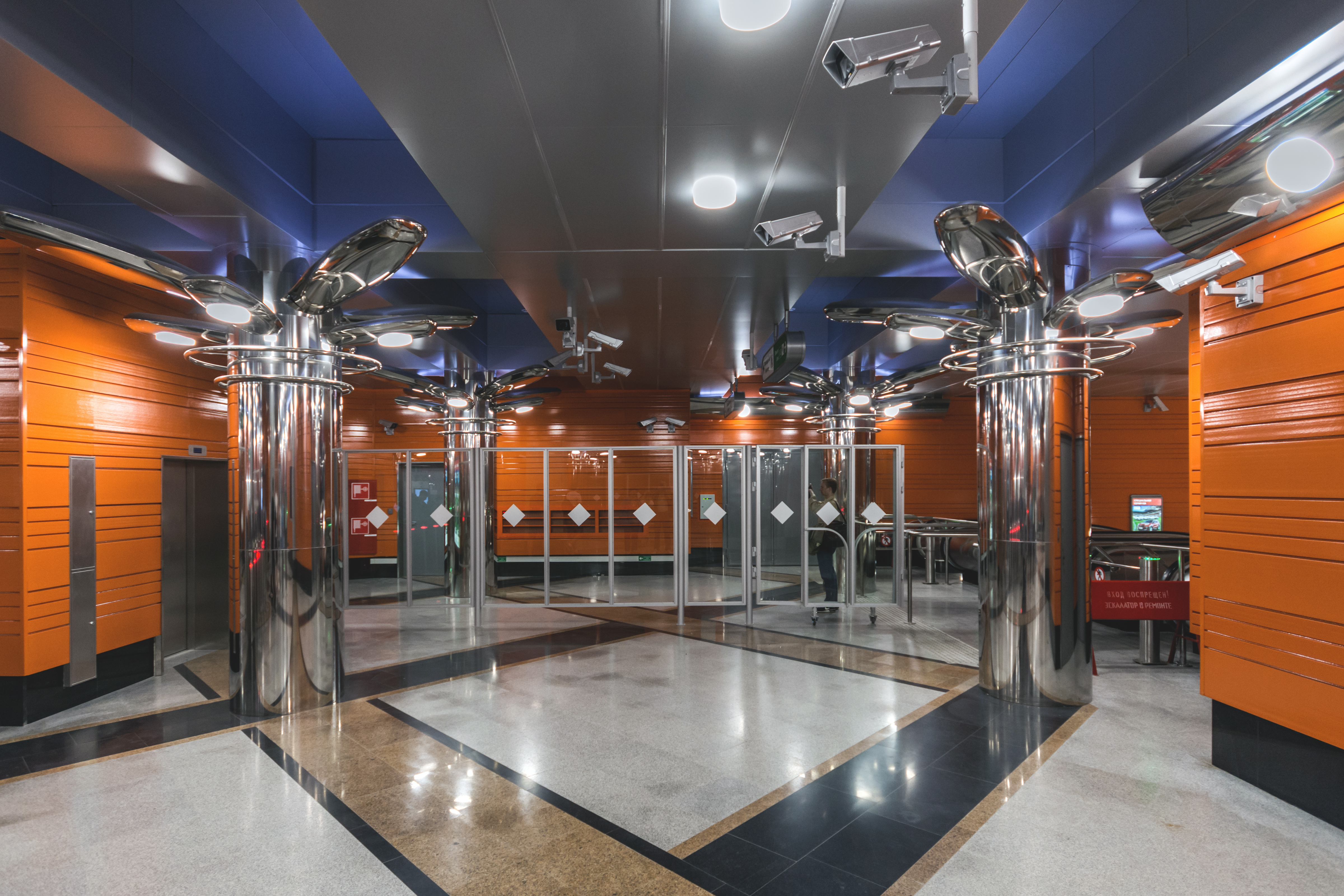
De verdeelhal
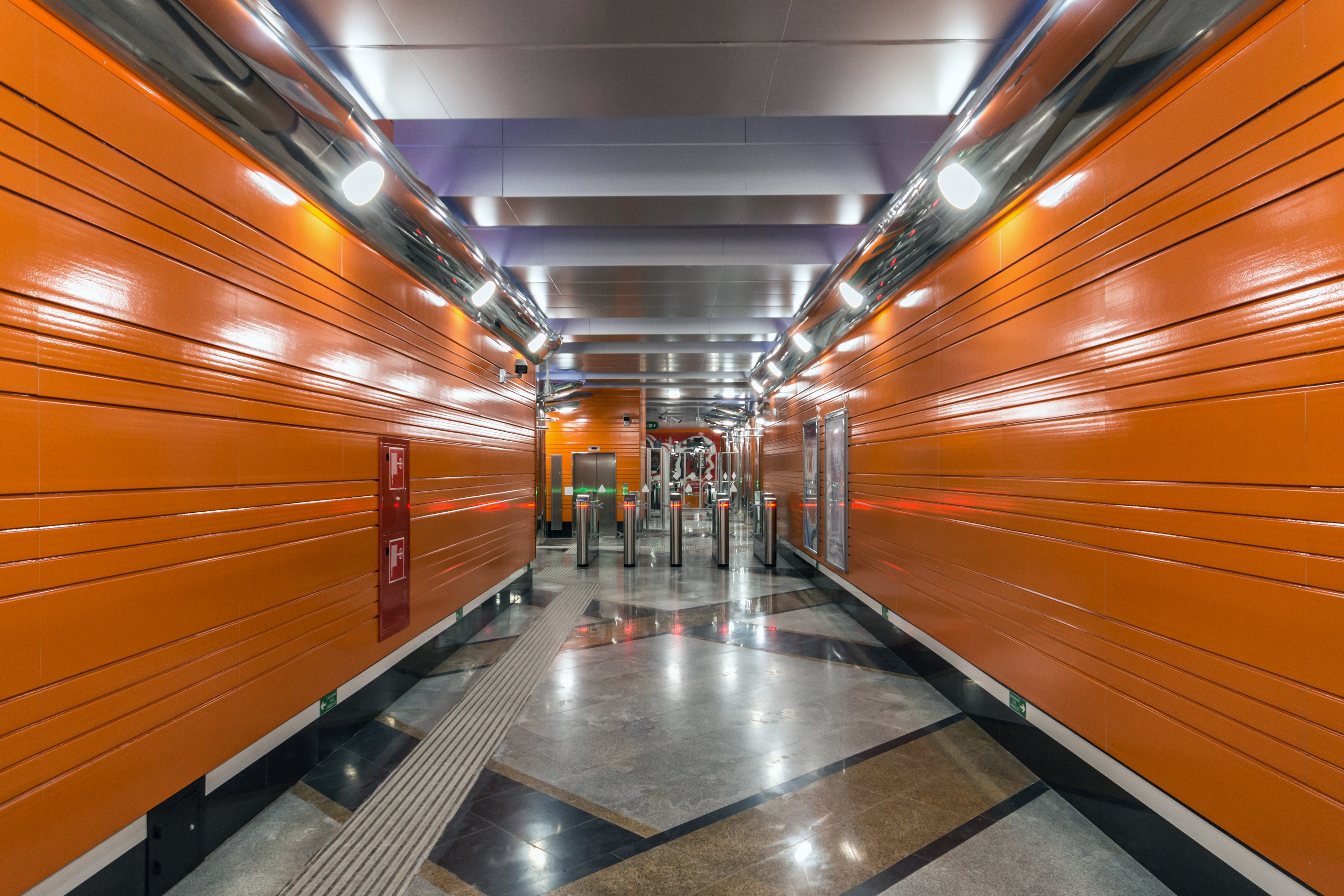
De poortjes

## Aanleg
Al tijdens de bouw van het eerste deel van de Nevsko-Vasileostrovskaja-lijn in de jaren zestig van de twintigste eeuw werden verlengingen zowel naar het noorden als het zuiden overwogen. De eerste delen van deze verlengingen werden in de jaren zeventig gebouwd. Aan de zuidkant werd verder gebouwd, maar het geplande traject ten noorden van Primorskaja werd niet aangelegd.
Het duurde tot begin 2013 tot het stadsbestuur alsnog besloot tot verdere verlenging naar het noorden. In het kader van het wereldkampioenschap voetbal 2018 stelde de federale regering gelden beschikbaar om stadions op het openbaar vervoer aan te sluiten, waarop het huidige tracé, westelijker dan het eerder geplande, werd vastgesteld. Op 16 juli 2013 kondigde het comité voor infrastructuur ontwikkeling aan dat station Savoesjkina Oelitsa begin 2018 zou worden geopend. In september 2015 tekende aannemer Metrostroi het contract voor de 5,114 km lange tunnel en de twee stations. Het bouwrijp maken begon al eind 2014. Het station is gebouwd volgens de openbouwput methode. De thixotrope grond op en rond de bouwlocatie vormde een uitdaging bij het graven van de bouwput. In december 2015 begon tunnelboormachine (TBM) vanuit de startschacht op 1 kilometer ten noorden van het station met het boren van de tunnel. TBM Nadezjda van fabrikant Herrenknecht was eerder gebruikt voor de dubbelsporige tunnel  van de Froenze-radius, het zuidelijke deel van de  Froenzensko-Primorskaja-lijn. In de zomer van 2016 passeerde Nadezjda de bouwput van Begovaja, in februari 2017 werd Novokrestovskaja bereikt en in augustus was de dubbelsporige tunnel gereed. In december 2017 werd de opening aangekondigd voor 29 april 2018 wat echter niet gehaald werd. Nadat op 11 april 2018 het station was aangesloten op het stroomnet volgde op 23 april 2018 een proefrit. Op 26 mei 2018 opende de gouverneur van Sint-Petersburg, Georgi Poltavtsjenko het station en om 21:00 uur ging de reizigersdienst van start.

Begovaja · 
Zenit · 
Primorskaja · 
Vasileostrovskaja · 
Gostinyj Dvor  · 
Majakovskaja   · 
Plosjtsjad Aleksandra Nevskogo  · 
Jelizarovskaja · 
Lomonosovskaja · 
Proletarskaja · 
Oboechovo · 
Rybatskoje